# Карякин, Сергей Васильевич
Серге́й Васи́льевич Каря́кин (род. 25 января 1991, Свердловск) —  российский автогонщик, мастер спорта международного класса, единственный представитель России, победитель ралли Дакар-2017 в зачёте квадроциклов и серебряный призер ралли Дакар-2020 в классе Т3 сложнейшего в мире ралли-марафона Dakar. Четырехкратный победитель ралли «Шелковый путь». Победитель ралли-рейда Abu Dhabi Baja Challenge сезона 2024/2025.

## Участие в соревнованиях
Начал участвовать в трофи-соревнованиях с 13 лет после того, как родители подарили квадроцикл. Сначала ездил вместе с отцом, а потом уже один. В 2006 году одержал первую победу в региональном соревновании на квадроцикле.
На свое первое внедорожное соревнование попал в 14 лет, в 2006 году, это был «Клуб молодого бойца», который проводил OFF ROAD клуб г. Екатеринбург. Выступал в экипаже с Андреем Красиловым и Александром Дмитриевым, вместе с ними занял первое место.
Постоянный участник Кубка Урала по трофи-рейдам. В 2008 году — победитель и призёр этапов чемпионата Урала по GPS-ориентированию на снегоходах, Кубка Урала по трофи-рейдам.
В 2009 году — победитель чемпионата Урала по GPS-ориентированию на снегоходах, этапа чемпионата России по трофи-рейдам на ATV.
В 2010 году — чемпион России по трофи-рейдам на ATV, победитель Can-Am Trophy Russia, чемпион Урала по GPS-ориентированию на снегоходах.
В 2011 году прошел курс обучения классическому ралли, принимал участие в этапах Чемпионата Европы, в том числе стал бронзовым призером одного из этапов.
В 2011 году — призёр этапа чемпионата Европы по ралли, победитель и призёр этапов Can-Am Trophy Russia.
В 2012 и 2013 годах — победитель и призёр этапов Can-Am Trophy Russia (ATV).
2014 год — победитель Can-Am Trophy Russia в зачете ATV.
С 2015 года выступает на ралли-рейдах в России категории Т3 (багги), первый победитель этапа в этой категории в России (штурман Антон Власюк, «Золото Кагана 2015»).
В 2016 выиграл Can-Am Trophy Russia в зачете SSV Sport.

### Ралли «Дакар»
С 2014 года участвует в ралли «Дакар» в категории квадроциклов, с 2019 — мотовездеходов.
- 2014 — 7 место в финальном зачёте, победа на 10-м этапе; Yamaha Raptor 700. Ради старта в своем первом Dakar продал машину.
- 2015 — по техническим причинам не завершил четвёртый этап; Yamaha Raptor 700.
- 2016 — 4 место в финальном зачёте, третье место на четырёх этапах, второе — на одном; Yamaha.
- 2017 — 1 место в финальном зачёте, победа на трёх этапах, второе место на двух этапах; Yamaha.
- 2018 — из-за травмы прекратил выступление на 44 км спецучастка пятого этапа, занимая второе место в общем зачете; Yamaha.
- 2019 — 10 место в финальном зачёте, победа на 4 этапе, третье место на 2 и 3 этапах; BRP Maverick x3.
- 2020 — 2 место в финальном зачёте, второе место на 2, 3 и 9 этапах, третье — на 10; Сan-Am Maverick x3.
- 2021 — победа на 10-м этапе, второе место на 8-м, но из-за серьёзной поломки на 9-м этапе не вошёл в десятку общего зачёта — 16-е место[1].
- 2022 — занимая 8-ю позицию, выбыл из гонки после аварии на 7 этапе.[2] (авария произошла из-за столкновения с экипажем из Испании[3])

## Семья
Женат, трое детей.